# Eugenia citroides
Eugenia citroides är en myrtenväxtart som beskrevs av Cyrus Longworth Lundell. Eugenia citroides ingår i släktet Eugenia och familjen myrtenväxter. Inga underarter finns listade i Catalogue of Life.